# Szilárd Rubin
Szilárd Rubin (geboren 6. September 1927 in Budapest; gestorben 14. April 2010 in Tapolca) war ein ungarischer Schriftsteller.   

## Leben
Rubin, in eine jüdische Familie geboren, ging in Budapest zur Schule und studierte von 1945 bis 1947 an der Budapester Pázmány-Universität. In der kurzlebigen Zeitschrift Újhold veröffentlichte er einen Beitrag. Er arbeitete als Lektor beim Verlag Interpress Kiadó. 1952 erschien sein erster Roman Földobott kő, 1973 sein einziger Ausflug ins Krimigenre. Im kommunistischen Ungarn veröffentlichte er insgesamt fünf seinerzeit wenig beachtete Romane und wirkte in zwei Filmproduktionen mit. Nach der politischen Wende wurden seine Romane in Ungarn zum Teil neu aufgelegt und auch in verschiedene Sprachen übersetzt.   

## Werke (in deutscher Übersetzung)
- Kurze Geschichte von der ewigen Liebe. Roman. Übers. von Andrea Ikker. Berlin: Rowohlt Berlin 2009 (Csirkejáték)[2].
- Eine beinahe alltägliche Geschichte. Roman. Übers. von Andrea Ikker. Berlin: Rowohlt Berlin 2010 (Római egyes).
- Die Wolfsgrube. Kriminalroman. Übers. von Tímea Tankó. Berlin: Rowohlt Berlin 2013, ISBN 978-3-87134-753-5. (Mulatság a farkasveremben).
- Der Eisengel. Übers. von Tímea Tankó. Berlin: Rowohlt Berlin 2014, ISBN 978-3-87134-789-4 (Aprószentek).